# The cat crept in
The cat crept in was de derde succesvolle single van Mud in Nederland. In de Daverende 30 haalde het als derde single van die band ook de nummer 1-positie. Waren Dyna-mite en Tiger feet plaatjes die de nummer 1-positie langer vasthielden, The cat crept in kreeg onverwachts concurrentie van de Vlaming Ivan Heylen, die een daverend succes had met De wilde boerndochtere. The cat crept in kwam niet voor op een studioalbum van de band. Het lied gaat over een/de "stoeipoes" van een van de cafégangers.

## Hitnoteringen

### Veronica Top 40
| Hitnotering: 11-05-1974 t/m 20-07-1974 | Hitnotering: 11-05-1974 t/m 20-07-1974 | Hitnotering: 11-05-1974 t/m 20-07-1974 | Hitnotering: 11-05-1974 t/m 20-07-1974 | Hitnotering: 11-05-1974 t/m 20-07-1974 | Hitnotering: 11-05-1974 t/m 20-07-1974 | Hitnotering: 11-05-1974 t/m 20-07-1974 | Hitnotering: 11-05-1974 t/m 20-07-1974 | Hitnotering: 11-05-1974 t/m 20-07-1974 | Hitnotering: 11-05-1974 t/m 20-07-1974 | Hitnotering: 11-05-1974 t/m 20-07-1974 | Hitnotering: 11-05-1974 t/m 20-07-1974 | Hitnotering: 11-05-1974 t/m 20-07-1974 |
| Week:                                  | 1                                      | 2                                      | 3                                      | 4                                      | 5                                      | 6                                      | 7                                      | 8                                      | 9                                      | 10                                     | 11                                     |                                        |
| -------------------------------------- | -------------------------------------- | -------------------------------------- | -------------------------------------- | -------------------------------------- | -------------------------------------- | -------------------------------------- | -------------------------------------- | -------------------------------------- | -------------------------------------- | -------------------------------------- | -------------------------------------- | -------------------------------------- |
| Positie:                               | 10                                     | 3                                      | 2                                      | 2                                      | 2                                      | 4                                      | 9                                      | 12                                     | 15                                     | 30                                     | 35                                     | uit                                    |

### NederlandseDaverende 30
| Hitnotering: 11-05-1974 t/m 06-07-1974 | Hitnotering: 11-05-1974 t/m 06-07-1974 | Hitnotering: 11-05-1974 t/m 06-07-1974 | Hitnotering: 11-05-1974 t/m 06-07-1974 | Hitnotering: 11-05-1974 t/m 06-07-1974 | Hitnotering: 11-05-1974 t/m 06-07-1974 | Hitnotering: 11-05-1974 t/m 06-07-1974 | Hitnotering: 11-05-1974 t/m 06-07-1974 | Hitnotering: 11-05-1974 t/m 06-07-1974 | Hitnotering: 11-05-1974 t/m 06-07-1974 | Hitnotering: 11-05-1974 t/m 06-07-1974 |
| Week:                                  | 1                                      | 2                                      | 3                                      | 4                                      | 5                                      | 6                                      | 7                                      | 8                                      | 9                                      |                                        |
| -------------------------------------- | -------------------------------------- | -------------------------------------- | -------------------------------------- | -------------------------------------- | -------------------------------------- | -------------------------------------- | -------------------------------------- | -------------------------------------- | -------------------------------------- | -------------------------------------- |
| Positie:                               | 10                                     | 3                                      | 1                                      | 2                                      | 2                                      | 4                                      | 7                                      | 10                                     | 15                                     | uit                                    |